# Tokee
Tokee är en sjö i kommunen Sulkava i landskapet Södra Savolax i Finland. Arean är 17 hektar och strandlinjen är 3 kilometer lång.  Den  ingår i Vuoksens huvudavrinningsområde.  Sjön ligger omkring 64 kilometer öster om S:t Michel och omkring 260 kilometer nordöst om Helsingfors. 
I sjön finns ön Pöllätsaari (halvö). Tokee ligger sydöst om Kaipolanlahti. 